# Toutes les deux (film)
Pour plus de détails, voir Fiche technique et Distribution.
Toutes les deux est un long métrage canadien en langue française de Noël Mitrani, tourné au Québec en 2020. Sur le mode d'une comédie d'espionnage, le film raconte l'attirance entre deux femmes.

## Synopsis
Un brillant professeur d'origine russe, maladivement jaloux, est convaincu que sa femme le trompe. Il engage une détective privée pour la surveiller. Très vite, l'enquêteuse développe une attirance pour sa cible.

## Fiche technique
- Titre : Toutes les deux
- Titre en anglais : Between Them
- Réalisation : Noël Mitrani
- Scénario : Noël Mitrani
- Direction photo : Frédérick Breton
- Ingénieur du son : Alexandre Gauthier
- Mixage : Alexandre Gauthier
- Montage image : Jacob Marcoux
- Musique : Benjamin Mitrani
- Effets spéciaux : Patrick Maynard
- Production : Verorev Films et Studio Air M.S.
- Produit par : Noël Mitrani
- Pays d'origine :  Canada
- Langue : français
- Format : 2,35 : 1 CinémaScope
- Caméra : Black Magic 4K
- Durée : 90 minutes
- Date de sortie en festival : 3 Octobre 2021 (TIGLFF, Tampa[2]).
- Date de sortie en salles : 25 Janvier 2023 (Distribué par la Cinémathèque québécoise[3]).

## Distribution
- Veronika Leclerc Strickland : La détective, Valérie Cochelin-Bouchard
- Mélanie Elliott : Lucie Corel
- Vitali Makarov : Dimitri Corel
- Elliott Mitrani : le jeune dealer
- Daniel Murphy : William Horster
- Natacha Mitrani : Pauline
- Laurent Lucas : le séducteur nocturne

## Festivals
- Tampa International Gay and Lesbian Film Festival[4] (TIGLFF) 2021.
- Crossing The Screen Film Festival, Eastbourne, Angleterre, 2022.

## Distinctions
- Mention Spéciale du Jury, Crossing The Screen Film Festival 2022[5].

## Production
Toutes les deux a été tourné en décors naturels à Montréal et à Québec, au sortir du premier confinement. Le cinéaste a écrit son scénario afin d'intégrer dans son histoire le contexte de la pandémie de Covid-19.

## Accueil
Malgré une sortie en salles limitée, Toutes les deux remporte un succès important auprès des internautes qui visionnent le film en accès libre sur les plateformes de streaming. 

## Commentaires
Toutes les deux raconte comment une lesbienne fait naître le désir homosexuel chez une hétérosexuelle. Ce film, qui se présente comme une comédie, aborde autant la jalousie masculine que l’attirance entre deux femmes.